# Karol Svetlík
Karol Svetlík, též Karel Světlík (4. dubna 1878 Vizovice – ?), byl slovenský a československý politik a meziválečný poslanec Národního shromáždění za Československou sociálně demokratickou stranu dělnickou, později za Komunistickou stranu Československa.
Jeho synem byl Karol Svetlík ml. redaktor DAVu.

## Biografie
Patřil mezi vedoucí funkcionáře sociální demokracie v Dolních Rakousích. V roce 1905 se jako zástupce sociálních demokratů v Dolních Rakousích účastnil 1. sjezdu Slovenské sociálně demokratické strany Uherska. Před rokem 1918 se angažoval v politické formaci nazvané Česká sociálně demokratická strana v Rakousku (takzvaní centralisté), která odmítala přílišné rozdělování sociálně demokratického hnutí podle národností a byla konkurentem tradiční české (českoslovanské) sociálně demokratické strany. Byl jejím tajemníkem ve Vídni.
Původem byl Čech, který se na Slovensko dostal až po roce 1918 z Vídně. Snažil se mluvit slovensky a své jméno oficiálně uváděl jako Karol Svetlík. Národní politika v roce 1921 uváděla, že jeho slovenština nebyla bezchybná a když v parlamentní rozpravě mluvil o svém vydání k trestnímu stíhání, použil slovenský výraz vydatý, který znamená ženatý.
V parlamentních volbách v roce 1920 se stal poslancem Národního shromáždění. Zvolen byl za sociální demokraty, v průběhu volebního období přešel do nově vzniklé KSČ. V roce 1920 patřil mezi hlavní postavy sociálně demokratické levice na Slovensku. V říjnu 1920 ho zastupitelstvo sociální demokracie spolu s dalšími představiteli levicové frakce vyloučilo ze strany za aktivní účast na přípravě komunistické konference.
Podle údajů k roku 1920 byl profesí tajemníkem v Ružomberku.
Později se s KSČ rozešel. V roce 1925 tisk oznámil, že Svetlík podpořil funkcionáře Josefa Bubníka a odešel do jím založené Neodvislé strany komunistické v Československu. Podle jiného dobového zdroje byl z KSČ vyloučen až v prosinci 1926. V dubnu 1927 pak Národní listy zmiňují, že hlavní tajemník komunistické strany na Slovensku Karel Světlík vzdal se své funkce a vystoupil ze strany.